# L'Expert (film)
Pour les articles homonymes, voir L'Expert.
Pour plus de détails, voir Fiche technique et Distribution.
L'Expert ou Le Spécialiste au Québec (The Specialist) est un film américain réalisé par Luis Llosa,sorti en 1994.

## Synopsis
Le capitaine Ray Quick, expert en explosifs, a quitté la CIA après une opération ratée menée par son ancien supérieur et qui a coûté la vie à une enfant innocente. Travaillant désormais en indépendant, il est contacté par une mystérieuse May Munroe qui lui demande de tuer les hommes qui ont assassiné ses parents dans son enfance.

## Fiche technique
- Titre original : The Specialist
- Titre français : L'Expert
- Titre québécois : Le Spécialiste
- Réalisation : Luis Llosa
- Histoire : John Shirley
- Scénario : Alexandra Seros
- Musique : John Barry
- Photographie : Jeffrey L. Kimball
- Montage : Jack Hofstra (de)
- Casting : Jackie Burch
- Concepteurs des décors : Walter P. Martishius
- Directeur artistique : Alan E. Muraoka
- Décors : Scott Jacobson
- Costumes : Judianna Makovsky
- Producteur : Jerry Weintraub
- Producteurs associés : Susan Ekins et Tony Munafo
- Producteurs exécutifs : Steve Barron, Chuck Binder et Jeff Most (en)
- Coproducteur : R.J. Louis
- Budget : 45 millions $
- Société de production : Warner Bros, Jerry Weintraub et Iguana Producciones
- Société de distribution : Warner Bros
- Pays de production : États-Unis
- Langue : anglais
- Formats : couleurs - 1,85 : 1 - Technicolor - 35 mm Son - Dolby Digital - DTS
- Genre : action
- Durée : 110 minutes
- Dates de sortie :
  - États-Unis : 7 octobre 1994
  - France : 9 novembre 1994

## Distribution
- Sylvester Stallone (VF : Richard Darbois ; VQ : Pierre Chagnon) : Capitaine Raymond ''Ray'' Quick
- Sharon Stone (VF : Françoise Cadol ; VQ : Anne Dorval) : Adriana Hastings / May Munroe
- James Woods (VF : Hervé Bellon ; VQ : Jean-Luc Montminy) : Colonel Ned Trent
- Eric Roberts (VF : Philippe Vincent ; VQ : Daniel Picard) : Tomas Leon
- Rod Steiger (VF : Yves Barsacq ; VQ : Luc Durand) : Joe Leon
- Steve Raulerson (VF : Hervé Caradec) : Danny, Chef de la police
- Mario Ernesto Sanchez (VF : Mario Santini) : Charlie
- Sergio Doré Jr : Strongarm
- Tony Munafo : Tony
- Jeana Bell (VF : Nathalie Spitzer) : Alice Munro
- Chase Randolph : Stan Munro
- Ramón González Cuevas : Père dans le cimetière, Prêtre
- Scott Blake : Punk 1
- Rex Reddick : Punk 2
- Jeff Bornstein : Punk 3
- Scott Waugh : Punk 4

## Accueil

### Critiques
En dépit d'être un succès au box-office, la réception critique a été extrêmement négative avec un taux d'approbation de 7 % sur le site Rotten Tomatoes basée sur 28 commentaires.
Les spectateurs interrogés par CinemaScore ont attribué au film une note moyenne de "B-" sur une échelle de A + à F.

### Box-office
| Pays ou région    | Box-office        | Date d'arrêt du box-office | Nombre de semaines |
| ----------------- | ----------------- | -------------------------- | ------------------ |
| États-Unis Canada | 57 362 582 $      | 20 novembre 1994           | 7                  |
| France            | 1 375 677 entrées | -                          | -                  |
| Total mondial     | 170 362 582 $     | -                          | -                  |

## Distinctions

### Récompenses
- BMI Film Music Award pour John Barry en 1995
- 15e cérémonie des Razzie Awards : 
  - Pire actrice pour Sharon Stone
  - Pire couple à l'écran pour Sylvester Stallone et Sharon Stone

### Nominations
- MTV Movie Award de la femme la plus désirable pour Sharon Stone en 1995
- 15e cérémonie des Razzie Awards : 
  - Pire film
  - Pire acteur pour Sylvester Stallone
  - Pire second rôle masculin pour Rod Steiger

## Autour du film
- Sylvester Stallone et Eric Roberts se retrouveront 16 ans plus tard pour Expendables : Unité spéciale.
- Steven Seagal avait eu l'opportunité de jouer le rôle de Ray Quick et réaliser le film lui-même mais il voulait être payé 9 millions de dollars. La production refusa donc et décida de choisir Sylvester Stallone mais seulement pour le rôle-titre. Selon certaines rumeurs, la production aurait menacé Stallone de le remplacer par Warren Beatty s'il ne signait pas pour le film.
- David Fincher aurait pu réaliser le film mais en raison de l'échec de Alien 3 la production refusa et engagea Luis Llosa.
- Sylvester Stallone et Rod Steiger ont précédemment joué dans FIST.